# Sylvie Gadmer
Sylvie Gadmer, vollständiger Name Sylvie Tiên Gadmer, (geboren im 20. Jahrhundert) ist eine französische Filmeditorin.
Sylvie Gadmer absolvierte eine Ausbildung an der Sorbonne Nouvelle. Ihre Filmkarriere begann sie 1983 als Schnittassistentin der französischen Fernsehserie Mit Rose und Revolver. Sie sammelte weitere Erfahrungen u. a. als Regieassistentin und im Sounddesign.
1992 wurde der Film Les Histoires d’amour finissent mal en général von Anne Fontaine, an dem sie als Editorin beteiligt war, in Cannes mit dem Jean Vigo Preis ausgezeichnet. 1995 kam ein weiterer Film von Anne Fontaine, mit ihr als Editorin, in Cannes in die Auswahl für Un certain regard. Im selben Jahr wurde sie zusammen mit der Regisseurin Mila Turajlićin in München mit dem DOK.edit Award ausgezeichnet. 1996 war sie an einem Filmprojekt des Atelier Varan in Kambodscha beteiligt, was ihr Interesse am Dokumentarfilm auslöste. 2004 war sie zusammen mit André Van In Mitbegründerin der Ateliers Varan Vietnam. Im Jahr 2023 erhielt sie zusammen mit Mila Turajilić beim DOK.fest München 2023 den DOK.edit Award für den Film Non-Aligned: Scenes From The Labudović.
Im Laufe ihrer Karriere beim Film und im Fernsehen arbeitete sie u. a. mit dem Drehbuchautor Didier van Cauwelaert und den Regisseuren Merzak Allouache, Dominique Farrugia, Diane Kurys, Lorraine Levy, Pascale Pouzadoux, Anne Fontaine, Apolline Traoré und André Van In zusammen.

## Filmografie (Auswahl)
- 1998: L’Annonce faite à Marius
- 1999: Die Wahrheitskommission (La commission de la vérité)
- 2001: Eine andere Welt (L’autre monde)
- 2002: Retour à Babylone
- 2006: Valley of Flowers
- 2007: Le Candidat
- 2008: Auf der anderen Seite des Bettes (De l’autre côté du lit)
- 2008: Bonjour Sagan
- 2008: Dawn of the World
- 2011: Duo Infernale – Zwei Profis ohne Plan (Le marquis)
- 2012: Der Sohn der Anderen (Le fils de l’autre)
- 2013: Für eine Frau (Pour une femme)
- 2014: Die Kinder Kains (Káin gyermekei)
- 2017: Docteur Knock – Ein Arzt mit gewissen Nebenwirkungen (Knock)
- 2017: Die andere Seite von allem (Druga strana svega)
- 2018: Wo ist Albert? (J’ai perdu Albert)
- 2019: Das Glück zu leben (The Euphoria of Being)
- 2020: Sow the Wind (Semina il vento)
- 2022: Heidis Alptraum (Le cauchemar de Heidi)
- 2023: Sira
- 2023: Non-Aligned: Scenes From The Labudović
- 2023: Jackie the Wolf
- 2024: Frohes Fest – Weihnachten retten wir die Welt (Un noël en famille)

## Preise und Auszeichnungen
- 1995: Augustin, Cannes, Un Certain Regard, 1995[5]
- 1995: DOC.edit award, Internationales Dokumentarfilmfestival München